# Ole Andreasen
Ole Andreasen, född 30 juli 1939 på Frederiksberg, är en dansk journalist och politiker (Venstre).
Ole Andreasen är son till civilingenjören Arne Andreasen och Karen Elin Christensen. Han var lärling på tidningen Vestkystens redaktion i Köpenhamn (1958-1960) och arbetade sedan på Børsen (1960), Kristeligt Dagblad och Venstrepressens Bureau. Genom den senare fick han anställning på Danmarks Radios aktualitetsavdelning 1963 som politisk reporter. Han var även bolagets representant i Radiorådet (motsvarande radionämnden i Sverige).
Han blev sedan chefredaktör på Fyns Tidende 1975, men lämnade uppdraget efter åtta månader på grund av oenigheter med ägarna om tidningens framtid. Han blev därefter informationschef och underdirektör på Carlsberg-Tuborg 1976, vilket gav honom det folkliga öknamnet Øl-Ole. Från 1985 var han anställd på Carlsberg A/S och var 1991-1999 vice direktör där. Han har haft en rad styrelseuppdrag, bl.a. för Tuborgfonden, Royal Copenhagen Retail och Gigtforeningen.
Andreasen har även en politisk karriär bakom sig som ledamot i Gentoftes kommunfullmäktige för Venstre (1978-1982), ledamot i Venstres partistyrelse och näringspolitiska utskott (1997) och som europaparlamentariker (1999-2004).
Ole Andreasen är dock kanske främst känd hos allmänheten för att ha lånat ut sin röst till de inledande presentationerna av varje avsnitt i TV-serien Matador (1978-1982), samt som berättarröst till filmen Olsen-banden deruda' (1977).
Från år 1999 till år 2004 var han ledamot av Europaparlamentet. Han var då ledamot av utskottet för kultur, ungdomsfrågor, utbildning, medier och idrott, delegationen för förbindelserna med Sydafrika och utskottet för utrikesfrågor, mänskliga rättigheter, gemensam säkerhet och försvarspolitik. Dessutom var han suppleant för utskottet för utrikesfrågor, mänskliga rättigheter, gemensam säkerhet och försvarspolitik och det tillfälliga utskottet angående övervakningssystemet Echelon.